# Ferdinand Nipho
Ferdinand Nipho (Tielt, 6 augustus 1626 - Brussel, 10 juni 1659) was een pauselijk nuntius in Brussel.

## Voorouders
- Augustinus Nipho de Medici (geboren in Sessa bij Napels) was een 16e-eeuws humanist en filosoof. Hij behoorde niet tot de illustere Florentijnse familie, maar kreeg het voorrecht vanwege paus Leo X (geboren Giovanni de Medici) om die naam bij de zijne te voegen en het wapenschild van de familie de Medici te voeren.
  - Ferdinand Nipho was een Italiaans legerofficier, die met de troepen van Alexander Farnese naar de Zuidelijke Nederlanden kwam.
    - Jeronimo Nipho (verlatiniseerd tot Niphus) was eveneens legerofficier. Hij trouwde met de Noord-Nederlandse Maria de Haen, dochter van de schout van Grave, die in 1623 door de aartshertogen Albrecht en Isabella in de erfelijke adelstand was verheven. Nipho voerde een van de regimenten aan die, namens de Spaanse overheid, de Zuidelijke Nederlanden moesten bewaken en verdedigen. Zijn eenheid was gekazerneerd in Tielt. In 1630 verhuisde het gezin met zijn verschillende kinderen, naar Ardooie. Hij had er het kasteel van Autvijver, met boerderij, aangekocht. Hij beoefende er onder meer zijn liefhebberij van kunstschilder.
      - Ferdinand Nipho werd in Tielt gedoopt op 6 augustus 1626, wat betekent dat hij die dag of kort daarvoor geboren werd. Hij bracht zijn jeugd door in Ardooie.

## Levensloop
In januari 1643, hij was toen zeventien, schreef Ferdinand zich in aan de universiteit van Leuven. In 1645 promoveerde hij tot licentiaat in beide rechten. Hij had zich toen aangemeld op de nuntiatuur en werd er, ondanks zijn jeugdige leeftijd en zijn status van student, ten laatste begin 1645 door de internuntius Antonio Bichi tot secretaris van de nuntiatuur benoemd. Zijn vlotte talenkennis, met inbegrip van het Italiaans, zal hier een rol in gespeeld hebben. Rond 1650 verhuisde Jeronimo met zijn gezin naar Brussel, waar hij een opdracht vervulde aan het hof van de gouverneur-generaal Leopold Willem van Oostenrijk. Ferdinand werd dat jaar in april gewijd tot diaken en in september tot priester.
Ferdinand werd op de nuntiatuur een gewaardeerde medewerker. Zijn activiteiten waren er veelomvattend: opstellen van brieven in geheimschrift en de gecodeerde brieven uit Rome ontcijferen en de gegeven instructies doorgeven aan wie het behoorde, de Brusselse nieuwstijdingen bijeenzamelen en naar Rome sturen, bezoekers ontvangen en introduceren bij de internuntius, processen in beroep inleiden voor kerkelijke rechtbanken, zich op de hoogte houden van alle confidentiële tot geheime zaken die in naam van de internuntius opvolging vereisten, bij afwezigheid van de internuntius hem tijdelijk vervangen.
De voornaamste kerkelijke aangelegenheid in die tijd en meteen de belangrijkste splijtzwam binnen de kerkelijke gemeenschap en zelfs binnen de hogere clerus, was het jansenisme. Toen paus Innocentius X met de bul In eminenti het jansenisme veroordeelde, was Ferdinand de man die in de Zuidelijke Nederlanden de uitvoering ervan moest in handen nemen. Het was een ver van eenvoudige opdracht, aangezien zich ook onder de hogere geestelijkheid heel wat openlijke of verdoken jansenisten bevonden. Dit was het geval voor de aartsbisschop van Mechelen Jacobus Boonen en de bisschop van Gent Antonius Triest. Ze moesten ertoe gebracht worden zich aan de Vaticaanse richtlijnen te onderwerpen. Ook de internuntius bleek niet erg betrouwbaar en moest ontslag nemen. 
Hij werd opgevolgd door Andreas Mangelli, hevig anti-jansenist. Ferdinand Nipho bleef zijn trouwe tweede in bevel. Mangelli zorgde ervoor dat Ferdinand als een blijk van voldoening tot ere-hofkapelaan aan het hof van de gouverneur-generaal werd benoemd, wat hem een titel van 'monseigneur' opleverde. Mangelli overleed onverwacht in 1655 en Nipho werd de facto de internuntius. Hij vervulde dit ambt gedurende drie jaar, tijd die men nodig had om Jeronimo de Vecchi tot nieuwe internuntius aan te duiden. 
Na verschillende jaren de leiding van de nuntiatuur te hebben gehad, was het blijkbaar niet vanzelfsprekend voor Nipho om opnieuw aan een ondergeschikte rol te wennen. Hij nam ontslag op de nuntiatuur en liet zich tot officiaal benoemen in het aartsbisdom Mechelen. Hij was ondertussen financieel onafhankelijk geworden, doordat hij naast zijn inkomen als officiaal, ook de prebenden mocht opstrijken als niet-residerend kanunnik in Rijsel, Zinnik en Kamerijk. Hij mocht nog op een glansrijke verdere carrière hopen, maar hij overleed onverwacht toen hij nog drieëndertig moest worden. De uitvaart vond plaats in de Brusselse kerk van de predikheren.